# Марин Геталдић
Марин Геталдић (итал. Marino Ghetaldi, Дубровник, 2. октобар 1568 — Дубровник, 11. април 1626), био је један од највећих дубровачких математичара и физичара. Пореклом је из познате италијанске дубровачке властелинске породице Геталдић. Главна област интересовања у физици му је била оптика којом се тесно бавио, док је као математичар био познат по применама алгебре у проблемима везаних за геометрију. Студирао је у Енглеској, Италији и Белгији, а био је и студент познатог француског математичара Франсоа Вијета.

## Биографија
Марин Бете Геталдић је рођен 2. октобра 1568. године у граду Дубровнику, тадашњој Дубровачкој републици, мада негде се наводи као година рођења и 1566. Рођен је у властелинској породици Геталдић која је из италијанског града Таранта у покрајини Апулији, дошла у Дубровник још 940. године. Његови родитељи Маро Маринов Јаков Геталдић и Аница Андрије Рестић су, уз њега, имали још петоро деце, од којих четири синова - Андрија, Шимун, Матролица и Јаков, и ћерку Нику. Како је Ника са 18. година приступила у самостан и тамо постала часна сестра, због тога се претпоставља да имовинско стање ове, ипак веома угледне породице у Дубровнику, није било превише стабилно у том моменту.
Основно знање стекао је у свом родном граду код Фрањеваца, а у гимназији је стекао одлично знање латинског језика, којег је знао скоро као матерњи. У периоду око 1590. године, радио је у различитим државним службама и креће се по ученим круговима у Дубровнику где су били и астроном Никола Наљешковић, филозоф и педагог Марин Гучетић, иначе његов велики пријатељ, и песници Виктор Бесељи и Дидак Пир. Неколико година касније, на позив Марина Гучетића, напушта Дубровник и одлази да путује по западној Европи.
Године 1595. је са Марином Гучетићем отишао у Лондон, а затим 1597. године одлази у Антверпен у Белгији. Ту је упознао Федерика Саминиатиа, особу која га је довела до професора Микела Којгнета (енгл. Michel Coignet) који је почео да им предаје математику и преко кога се Геталдић упознао са напредном математиком и физиком тог времена. Из Белгије даље одлази у Француску, где се упознаје са Франсоом Вијетом, великим математичарем и тај моменат представља велики значај за даљи Геталдићев рад. Са Вијетом је одржавао везе дуго година и научио је од њега доста ствари везаних за математику, укључујући и алгебарске методе којима се Геталдић користио у каснијим радовима, а и заједно су решавали исте математичке проблеме. Може се слободно рећи да је Вијет својим талентом за математику оставио веома повољан утисак на Геталдића. Након тога, Геталдић и Гучетић одлазе у Италију где Геталдић у Падови упознаје чувеног италијанског великана астрономије, физике и математике, Галилеа Галилјеа,
чија је предавања слушао. Чињеницу да су били познаници показују и два писма која је Геталдић упутио Галилеу касније. Касније, краће време је био у Риму, где је на њега и његов научни рад оставио велики утицај Кристофер Клавијус (енгл. Christopher Clavius). Тамо је објавио два своја рада из физике и оптике. Због неког неугодног догађаја, 1603. године је морао да напусти Рим, а добио је и забрану уласка у тај град, па се вратио назад у свој родни град.
У Дубровнику је дао највећи део свог научног рада. Захваљујући доброј стакларској производњи и радњама у граду, интензивно се бавио оптиком и написао је доста радова, а упоредо је и извршавао своје властелинске дужности. Јуна 1606. године, за Дубровачку власт је обавио један веома тежак и опасан пут у Цариград ради преговора око харача, који га је веома исцрпео и вероватно био заслужан за краткотрајан застој у његовом научном раду. Чак су у то време кружиле и приче да је он на том путу умро, што се испоставило касније као нетачно. Успешно је одрадио и тај посао, и вратио се назад у Дубровник, где је наставио са својим радом, али се и бавио и различитим пословима и државним канцеларијама за вина, оружје и слично. Године 1620. му је скинута забрана уласка у Рим, па је тамо отишао и провео само годину дана. Врло брзо се учланио у Линцејсу академију, али када се вратио у Дубровник, Академија га је неуспешно контактирала због неких проблема у пријави, па никада није исправно прихваћено његово чланство. У Дубровнику се оженио Маријом Соркочевић, такође из властелинске породице, са којом је имао три кћерке - Аницу, Франицу и Марију. Нажалост, његова супруга умире после последњег порода, што га је веома погодило. Умро је у свом родном граду, 11. априла 1626. године.
Како је велики део свог научног рада за време његовог живота Геталдић оставио необјављен, његова деца и познаваоци су, ипак након његове смрти објавили доста његових радова, што га је учинило познатим у то време. За њега су његови пријатељи говорили да је "је био анђео по ћуди и животу, а демон у математици", а сматра се да је први то записао његов пријатељ Паоло Скапри.

## Научни рад
Геталдићев научни рад је због времена остао несразмерно слабо запамћен, иако је његов допринос био велики.
Највећи фокус му је била оптика и написао је седам дела из те области. Међу првим његовим делима из оптике била је расправа Nonnullae propositiones de parabola (Неки ставци о параболи) објављена у Риму 1603. године, где је успешно водио расправу око тога из којих геометријских објеката се могу добити добра огледала, у односну на знање тадашњег времена.
У његовим делима из оптике се види и његово велико интересовање за геометрију, односно математику, а и тај његов рад има значај и за те области. Оно што се посебно мора истаћи јесте то да је готово 8 година пре великог француског филозофа и математичара Ренеа Декарта дао покушај примене алгебарских метода на геометријске проблеме. То је изнео у колекцији његових решења за 42 проблема из геометрије, Variorum problematum colletio и у делу De resolutione et compositione mathematica које је објављеном 1630. године. Ово јесте једна од најзначајнијих чињеница везаних за његов рад. Нажалост није успео да постигне комплетан резултат, као што је то касније урадио Декарт успоставивши аналитичку геометрију.
Ипак, његово најважније дело из математике јесте De resolutione et compositione mathematica (О математичкој синтези и анализи) објављено постхумно. У њима се бавио начинима и обрадом анализе и синтезе у математици и геометрији, а у њему је користио и слова као ознаке, што је преузео од Вијета, а што се назива и симболичка алгебра. Оно што ту треба истаћи јесте да је и алгебарски метод који је користио био онај Вијетов, а не класичан, који је коришћен у том временском периоду, што говори да тај његов рад представља рад са напреднијом математиком тога времена.
Осим споменутог рада, објавио је и дело Унапређени Архимед, односно у пуном оригиналном запису на латинском Promotus Archimedes seu de variis corporum generibus gravitate et magnitudine comparatis. Ово дело, у коме се бавио упоређивањем тежина објеката различитих врста, као што и сам наслов говори, представља заправо једини прави његов рад из физике, не рачунајући оптику, јер је у осталим углавном више доприносио математици. Дело је објавио у Риму још 1603. године.
Захваљујући добром познавању оптике и геометрије, одлично је израђивао огледала и оптичке инструменте. Након Геталдићеве смрти, његов брај Јаков је поклонио параболично огледало кардиналу Франчесту Барберинију у Риму, а оно се и данас чува у Националном Поморском Музеју у Гриничу, Лондону.

## Занимљивости
По Марину је Бетина шпиља, плажа са пећином поред Дубровника, добила и име, јер је он имао надимак Бете, а тамо је спроводио многобројне експерименте из оптике.
На његовом имању које се налази на Плочама, на улазним вратима и данас стоји натпис на којем пише:
| „ | Будите далеко, зависти, свађе, таштине, бриге! Мир и спокој красе пећине, первоје, хриди! | ” |